# Amped 3
Amped 3 est un jeu vidéo de sport sorti en 2005 sur Xbox 360. Le jeu a été développé par Indie Built puis édité par 2K Sports.

## Accueil
- Jeuxvideo.com : 11/20[1]